# Bob Pettit
Robert Lee Pettit jr., detto Bob (Baton Rouge, 12 dicembre 1932), è un ex cestista e allenatore di pallacanestro statunitense, professionista nella NBA.
Rivoluzionò completamente il ruolo di ala grande, pur spostandosi alle volte nella posizione di centro, rimanendone tuttora uno dei più grandi interpreti mai visti. Fu eletto nella Basketball Hall of Fame nel 1970, campione NBA nel 1958, MVP della stagione nel 1956 e nel 1959, rookie dell'anno 1955.

## Carriera

### High school e college
Bob Pettit frequentò la Baton Rouge High School, dove venne escluso dal team di pallacanestro fino al suo anno da junior; nonostante ciò continuò ad allenarsi costantemente, come è capitato frequentemente alle grandi stelle, nel cortile di casa propria. Quando finalmente fu ammesso nella squadra, ne divenne in poco tempo il principale punto di riferimento e, nel suo ultimo anno, la guidò con buona parte del merito alla vittoria del titolo statale (la prima nella storia della scuola).
Si iscrisse, grazie ad una borsa di studio, al locale College di Louisiana State, riscuotendo numerosi successi in termini individuali: in tre anni fu selezionato altrettante volte per la squadra della Southern Conference e due per la All-American; inoltre concluse il triennio con una media di 27,8 punti e 14,6 rimbalzi, ben più elevate nella sua ultima stagione.

### NBA
Al draft NBA 1954 Pettit fu la seconda scelta assoluta per mano degli Hawks, franchigia con la quale sarebbe rimasto legato fino al ritiro, che a quel tempo si trovava a Milwaukee. Pettit era, secondo l'opinione degli addetti ai lavori del tempo, troppo inadatto a giocare nella NBA ma nella stagione d'esordio si comportò in maniera eccellente tanto da meritarsi il titolo di Rookie of the Year e la convocazione per l'NBA All-Star Game.
Oltre che per le spiccatissima abilità, Pettit si mise in luce, ancor di più negli anni seguenti, per la determinazione di gioco e per l'enorme impegno impiegato in ogni partita, dando tutto sul campo anche in allenamento. Nel 1956, a fronte di 25,7 punti (1º della lega) e 16,2 rimbalzi (2º), fu vincitore del Most Valuable Player Award, nel primo anno della sua istituzione. Bob si aggiudicò l'ambitissimo premio anche nella stagione 1958-59 quando guidò nuovamente la classifica dei marcatori con 29,2 punti e fu secondo in quella dei rimbalzi con 16,4 a partita. Nel 1962 valicò per l'unica volta nella sua carriera la media di 30 punti a partita, 31,1 per la precisione, mentre l'anno prima aveva di poco superato (20,3) la ben più difficile barriera dei 20 rimbalzi a partita. A fine carriera, Pettit è stato l'unico ad aver segnato almeno 20 punti di media in ognuna delle sue stagioni NBA (eguagliato in seguito solo da Michael Jordan) oltre ad aver costantemente oltrepassato i 12 rimbalzi per partita.
Nel 1957 gli Hawks avevano raggiunto per la prima volta le finali, opposti ai Boston Celtics, in possesso del miglior record della stagione. Combattuta sul filo della tensione fino all'ultimo minuto, la serie si risolse con una vittoria dei Celtics in gara 7 per 125 a 123 dopo due tempi supplementari. Pettit partecipò alla sfortunata causa dei St. Louis con 29,8 punti e 16,8 rimbalzi nel corso dei playoff. L'anno successivo per Bob si ripresentò l'occasione della rivincita e alle Finals si ripropose la sfida tra Hawks e Celtics. In gara 3 Bill Russell, già dominante sebbene al suo secondo anno NBA, si infortunò seriamente ad una gamba abbandonando la serie. Con la decisiva assenza di Russell, Pettit ebbe vita facile sotto canestro e, con una sensazionale prestazione da 50 punti nell'ultima partita, chiuse la serie per 4-2. Gli Hawks raggiunsero le Finals nuovamente nel 1960 e nel 1961: in entrambe le occasioni, i rivali di Boston li respinsero rispettivamente per 4-3 e 4-1.

## Statistiche
- In carriera ha fatto segnare 26,4 punti (ottavo), 16,2 rimbalzi (terzo) e 3 assist a partita nel corso di 792 partite. In totale ha raccolto 20.880 punti e 12.849 rimbalzi.
- È stato il primo giocatore NBA a totalizzare più di 20.000 punti in carriera.
- Ai play-off, in 88 partite disputate, le sue medie sono state di 25,5 punti e 14,8 rimbalzi.
- Nel 1958 ha stabilito il record di 50 punti segnati in una partita delle finali (in seguito battuto da Elgin Baylor).
- Assieme a Kobe Bryant è l'unico giocatore nella storia ad aver realizzato almeno 40 punti in una singola partita contra ognuna delle squadre affiliate alla NBA.
- Detiene tuttora il record di rimbalzi in un All-Star Game: 27 nell'edizione del 1962.
- Massimo di punti: 57 vs Detroit Pistons (18 febbraio 1961)
- Massimo di assist: 7, due volte

| † | Denota una stagione in cui ha vinto il titolo NBA |
| * | Primo nella lega                                  |

### NBA

#### Regular Season
| Anno       | Squadra         | PG  | PT | MP   | TC%  | 3P% | TL%  | RP   | AP  | PRP | SP | PP    |
| ---------- | --------------- | --- | -- | ---- | ---- | --- | ---- | ---- | --- | --- | -- | ----- |
| 1954-1955  | Milwaukee Hawks | 72  | -  | 36,9 | 40,7 | -   | 75,1 | 13,8 | 3,2 | -   | -  | 20,4  |
| 1955-1956  | St. Louis Hawks | 72  | -  | 38,8 | 42,9 | -   | 73,6 | 16,2 | 2,6 | -   | -  | 25,7* |
| 1956-1957  | St. Louis Hawks | 71  | -  | 35,1 | 41,5 | -   | 77,3 | 14,6 | 1,9 | -   | -  | 24,7  |
| 1957-1958† | St. Louis Hawks | 70  | -  | 36,1 | 41,0 | -   | 74,9 | 17,4 | 2,2 | -   | -  | 24,6  |
| 1958-1959  | St. Louis Hawks | 72* | -  | 39,9 | 43,8 | -   | 75,9 | 16,4 | 3,1 | -   | -  | 29,2* |
| 1959-1960  | St. Louis Hawks | 72  | -  | 40,2 | 43,8 | -   | 75,3 | 17,0 | 3,6 | -   | -  | 26,1  |
| 1960-1961  | St. Louis Hawks | 76  | -  | 39,8 | 44,7 | -   | 72,4 | 20,3 | 3,4 | -   | -  | 27,9  |
| 1961-1962  | St. Louis Hawks | 78  | -  | 42,1 | 45,0 | -   | 77,1 | 18,7 | 3,7 | -   | -  | 31,1  |
| 1962-1963  | St. Louis Hawks | 79  | -  | 39,1 | 44,6 | -   | 77,4 | 15,1 | 3,1 | -   | -  | 28,4  |
| 1963-1964  | St. Louis Hawks | 80  | -  | 41,2 | 46,3 | -   | 78,9 | 15,3 | 3,2 | -   | -  | 27,4  |
| 1964-1965  | St. Louis Hawks | 50  | -  | 35,1 | 42,9 | -   | 82,0 | 12,4 | 2,6 | -   | -  | 22,5  |
| Carriera   | Carriera        | 792 | -  | 38,8 | 43,6 | -   | 76,1 | 16,2 | 3,0 | -   | -  | 26,4  |

#### Play-off
| Anno     | Squadra         | PG  | PT | MP   | TC%  | 3P% | TL%  | RP   | AP  | PRP | SP | PP    |
| -------- | --------------- | --- | -- | ---- | ---- | --- | ---- | ---- | --- | --- | -- | ----- |
| 1956     | St. Louis Hawks | 8   | -  | 34,3 | 36,7 | -   | 84,3 | 10,5 | 2,3 | -   | -  | 19,1  |
| 1957     | St. Louis Hawks | 10* | -  | 43,0 | 41,4 | -   | 76,7 | 16,8 | 2,5 | -   | -  | 29,8* |
| 1958†    | St. Louis Hawks | 11* | -  | 39,1 | 39,1 | -   | 72,9 | 16,5 | 1,8 | -   | -  | 24,2  |
| 1959     | St. Louis Hawks | 6   | -  | 42,8 | 42,3 | -   | 78,5 | 12,5 | 2,3 | -   | -  | 27,8  |
| 1960     | St. Louis Hawks | 14* | -  | 41,1 | 44,2 | -   | 75,4 | 15,8 | 3,7 | -   | -  | 26,1  |
| 1961     | St. Louis Hawks | 12* | -  | 43,8 | 41,2 | -   | 75,7 | 17,6 | 3,2 | -   | -  | 28,6  |
| 1963     | St. Louis Hawks | 11  | -  | 42,1 | 45,9 | -   | 77,8 | 15,1 | 3,0 | -   | -  | 31,8  |
| 1964     | St. Louis Hawks | 12* | -  | 41,2 | 41,2 | -   | 83,5 | 14,5 | 2,8 | -   | -  | 21,0  |
| 1965     | St. Louis Hawks | 4   | -  | 23,8 | 36,6 | -   | 80,0 | 6,0  | 2,0 | -   | -  | 11,5  |
| Carriera | Carriera        | 88  | -  | 40,3 | 41,8 | -   | 77,4 | 14,8 | 2,7 | -   | -  | 25,5  |

## Palmarès

### Club
- Campionato NBA: 1

St. Louis Hawks: 1958

### Individuale
- MVP della regular season: 2

1956, 1959
- Partecipazioni all'All-Star Game: 11

1955, 1956, 1957, 1958, 1959, 1960, 1961, 1962, 1963, 1964, 1965
- MVP dell'All-Star Game: 4 (record insieme a Kobe Bryant)

1956, 1958, 1959, 1962
- All-NBA First Team: 10

1955, 1956, 1957, 1958, 1959, 1960, 1961, 1962, 1963, 1964
- All-NBA Second Team: 1

1965
- Quarantanovesimo miglior marcatore di sempre sommando ABA e NBA
- Quarantaquattresimo miglior marcatore di sempre NBA
- Diciottesimo miglior rimbalzista di sempre NBA
- Terzo migliore giocatore di sempre per rimbalzi a partita NBA in regular season (16,22 rimbalzi a partita)
- Quarto migliore rimbalzista di sempre per rimbalzi a partita NBA nei Playoff (14,8 rimbalzi a partita)

#### Hall Of Fame
- Membro del Naismith Memorial Basketball Hall of Fame dal 1971
- Incluso tra i 10 migliori giocatori nel venticinquesimo anniversario della NBA
- Incluso tra gli 11 migliori giocatori nel trentacinquesimo anniversario della NBA
- Incluso tra i 50 migliori giocatori del cinquantenario della NBA
- Inserito nel NBA 75th Anniversary Team